# Фотопьеса
Фотопьеса (англ. Photoplay music), в Германии называлась кинотека (нем. kinotheka)) — музыкальная компиляция, тема или саундтрек, написанная специально для немого кино. 
Оригинальная музыка в киноиндустрии возникла не сразу. Известно, что впервые оригинальные музыкальные сопровождения к демонстрациям фильмов появились только в 1908 году в французском фильме «Убийство герцога Гиза» и российском фильме «Понизовая вольница». Примерно в 1910 году собрания специализированных тематических нотных сборников, предназначенных для тапёров, стал издаваться американскими компаниями «Sam Fox Music» и «Academic Music». существовало три типа фотопьесы: импровизированная, скомпилированная и оригинальная.